# Поморсько-балтійська мова
Поморсько-балтійська мова (поморсько-прусська) — одна з західнобалтійських мов, що реконструюється за даними топоніміки.
Представлена на захід від Вісли, в Балтійському Помор'ї (північний схід Польщі) декількома десятками балтизмами прусського типу (Gdańsk, Gdynia, Mottlau, Saalau-Żuławy, Schonau, Trutenau, Persante, Saulin, Labuhn, Labehn, Powalken, Straduhn, Rutzau, Karwen, Pirsna, Patulli, Arniki, Kawle, Prangenau тощо). Археологічно ймовірно відповідає поморській культурі 1-го тис. до н. е. Потім була витіснена східногерманськими діалектами (оксивська культура).
Гідронімія «балтоїдного» типу представлена також далі на захід — аж до Шлезвіга і Гольштейна в смузі, що тягнеться уздовж південного узбережжя Балтійського моря (пор. Dargowe, Kremon, Lynow, Plawe, Rune, Spandin, Sude, Trutenow, Wangern, Wobele і ін.), проте етномовну приналежність її стародавнього населення інтерпретувати складніше.